# Junius Verdier de Latour
Étienne Junius Verdier de Latour (parfois orthographié Verdier-Latour), né le 31 août 1795 à Clermont-Ferrand et mort le 25 avril 1861 à Riom, est un avocat et un homme politique. Il a été maire de Clermont-Ferrand de 1843 à 1848.

## Biographie
Fils de Jeanne Petit de Montséjour et de Michel-François Verdier de Latour. Père de Michel-François-Edmond Verdier de Latour, consul de France. Neveu du bénédictin Dom Michel François Verdier de Latour, qui sauva la cathédrale de Clermont-Ferrand de la destruction.
De 1830 à 1842, il est conseiller municipal, puis adjoint au maire de Clermont-Ferrand.
En 1843, Junius Verdier de Latour  est élu conseiller général du Puy-de-Dôme. La même année, en remplacement d’Hippolyte Conchon, il devient maire de Clermont-Ferrand. En 1847, il entame des démarches pour obtenir une Faculté des Lettres. L’autorisation arrivera après son mandat, en 1854, pour la construction d’une Faculté des Sciences et d’une Facultés des Lettres.
Après son mandat à la mairie de Clermont-Ferrand, il devient en 1849 bâtonnier au barreau de Clermont-Ferrand.
En 1851, Junius Verdier de Latour est conseiller à la Cour de Rennes et par la suite à la Cour de Riom.
En parallèle de ses activités d’avocat, il reste au conseil municipal de Clermont-Ferrand. Il est inhumé au cimetière des Carmes de Clermont-Ferrand.

Une rue porte son nom à Clermont-Ferrand. L'entrée principale de la cathédrale donne sur cette rue. L'emplacement est peut-être un hommage, également, à son oncle.

## Mandats
- Maire de Clermont-Ferrand (1843-1848)
- Conseiller général du Puy-de-Dôme (1843-1848)

## Distinctions
- Chevalier de la Légion d'honneur